# Parasericostoma drepanigerum
Parasericostoma drepanigerum is een schietmot uit de
familie Sericostomatidae. De soort komt voor in het Neotropisch gebied.